# Ocre (Leonessa)
Ocre è una piccola frazione del comune di Leonessa in provincia di Rieti.
Comprende circa 50 km quadrati dell'altopiano leonessando ed è a 974 m di altitudine.
È circondato da vari monti dell'Appennino tra cui spiccano il monte Terminillo, monte di Cambio e monte Corno.
Ocre nel corso degli ultimi decenni ha subito un forte spopolamento.
Vi ha sede il "Museo della nostra Terra" inaugurato nel 1994 dall'Associazione Pro-Ocre.
Dal punto di vista storico-artistico si nota la presenza di due chiese e la più antica è dedicata a S. Paolo. 
Fu eretta nel 1364 per volontà di Lallo di Nicola Scannolini. L'abside è decorata con affreschi del 1605. Ora è cimiteriale
Fa parte del Sesto Leonessano di Torre